# 155 f.Kr.

## Händelser

### Efter plats

#### Hispania
- Under Punicus och sedan Cesarus befäl når den hispaniska stammen lusitanerna en punkt nära nuvarande Gibraltar. Där blir de besegrade av den romerske praetorn Lucius Mummius.

#### Romerska republiken
- Som en del i de romerska strävandena att helt och hållet ockupera och erövra Illyrien anfaller en romersk armé under konsuln Publius Cornelius Scipio Nasica Corculum dalmatierna för första gången och erövrar den dalmatiska huvudstaden Delminium. Detta medför, att dalmatierna tvingas erlägga tribut till Rom, vilket gör slut på det första dalmatiska kriget. Som erkännande för sin seger tillåts Corculum ett triumftåg i Rom.

#### Baktrien
- Menandros I (känd som Milinda på sanskrit och pali) inleder sin tid som kung över det Indisk-grekiska kungariket. Hans territorier omfattar de östra delarna av det delade grekiska riket Baktrien (Panjshir och Kapisa) och sträcker sig till den nuvarande pakistanska provinsen Punjab, det mesta av de indiska delstaterna Punjab och Himachal Pradesh samt Jammuregionen. Hans huvudstad tros ha varit Sagala, en blomstrande stad i norra Punjab, vilken tros ha varit nuvarande Sialkot.

## Avlidna
- Änkekejsarinnan Bo, kejserlig konkubin åt kejsar Han Gaodi av Handynastin